# 明斯特多夫
明斯特多夫是德国石勒苏益格－荷尔斯泰因州的一个市镇。总面积5.12平方公里，总人口1941人，其中男性935人，女性1006人（2011年12月31日），人口密度379人/平方公里。